# Sacramento Kings 2017-2018
La stagione 2017-18 dei Sacramento Kings è stata la 73ª stagione della franchigia, la 69ª nella NBA e la 33ª a Sacramento.

## Draft
| Giro | Scelta | Giocatore      | Ruolo | Nazionalità | Università/Squadra |
| ---- | ------ | -------------- | ----- | ----------- | ------------------ |
| 1    | 5      | De'Aaron Fox   | P     | Stati Uniti | Kentucky           |
| 1    | 15     | Justin Jackson | AP/G  | Stati Uniti | North Carolina     |
| 1    | 20     | Harry Giles    | AG/C  | Stati Uniti | Duke               |
| 2    | 34     | Frank Mason    | P     | Stati Uniti | Kansas             |

## Roster
| \| Pos. \| Num. \| Naz. \| Nome \| Altezza \| Peso \| Data nascita \| Provenienza \| \| ---- \| ---- \| ---- \| -------------------- \| ------- \| ------ \| ------------ \| -------------- \| \| G \| 8 \| \| Bogdanović, Bogdan \| 198 cm \| 93 kg \| 18-08-1992 \| Serbia \| \| AP \| 22 \| \| Caboclo, Bruno \| 206 cm \| 93 kg \| 21-09-1995 \| Brasile \| \| G/AP \| 15 \| \| Carter, Vince \| 198 cm \| 100 kg \| 26-01-1977 \| North Carolina \| \| C \| 00 \| \| Cauley-Stein, Willie \| 213 cm \| 109 kg \| 18-08-1993 \| Kentucky \| \| C \| 45 \| \| Cooley, Jack (TW) \| 208 cm \| 124 kg \| 04-04-1991 \| Notre Dame \| \| P \| 5 \| \| Fox, De'Aaron \| 191 cm \| 79 kg \| 20-12-1997 \| Kentucky \| \| AG \| 20 \| \| Giles, Harry \| 208 cm \| 109 kg \| 22-04-1998 \| Duke \| \| A \| 13 \| \| Hayes, Nigel \| 203 cm \| 113 kg \| 16-12-1994 \| Wisconsin \| \| G \| 24 \| \| Hield, Buddy \| 193 cm \| 97 kg \| 17-12-1993 \| Oklahoma \| \| AP \| 25 \| \| Jackson, Justin \| 203 cm \| 95 kg \| 28-03-1995 \| North Carolina \| \| C \| 41 \| \| Koufos, Kosta \| 213 cm \| 120 kg \| 24-02-1989 \| Ohio State \| \| AG/C \| 7 \| \| Labissière, Skal \| 211 cm \| 102 kg \| 18-03-1996 \| Kentucky \| \| P \| 10 \| \| Mason, Frank \| 180 cm \| 86 kg \| 03-04-1994 \| Kansas \| \| AG \| 50 \| \| Randolph, Zach \| 206 cm \| 113 kg \| 16-07-1981 \| Michigan State \| \| G/AP \| 29 \| \| Sampson, JaKarr (TW) \| 206 cm \| 94 kg \| 20-03-1993 \| St. John's \| \| G \| 9 \| \| Shumpert, Iman \| 196 cm \| 100 kg \| 26-06-1990 \| Georgia Tech \| \| G \| 17 \| \| Temple, Garrett \| 198 cm \| 88 kg \| 08-05-1986 \| LSU \| | Allenatore - Dave Joerger Assistente/i - Bryan Gates - Nancy Lieberman - Jason March - Bob Thornton - Duane Ticknor - Elston Turner - Larry Lewis Legenda - (C) Capitano - (FA) Free agent - (S) Sospeso - (TW) Contratto Two-way - (GL) Assegnato a squadra G League affiliata - Infortunato Roster • Transazioni · Ultima transazione: 31 marzo 2018 |                        |                      |         |        |              |                |
| Pos. | Num. | Naz.                   | Nome                 | Altezza | Peso   | Data nascita | Provenienza    |
| G | 8 | Serbia (bandiera)      | Bogdanović, Bogdan   | 198 cm  | 93 kg  | 18-08-1992   | Serbia         |
| AP | 22 | Brasile (bandiera)     | Caboclo, Bruno       | 206 cm  | 93 kg  | 21-09-1995   | Brasile        |
| G/AP | 15 | Stati Uniti (bandiera) | Carter, Vince        | 198 cm  | 100 kg | 26-01-1977   | North Carolina |
| C | 00 | Stati Uniti (bandiera) | Cauley-Stein, Willie | 213 cm  | 109 kg | 18-08-1993   | Kentucky       |
| C | 45 | Stati Uniti (bandiera) | Cooley, Jack (TW)    | 208 cm  | 124 kg | 04-04-1991   | Notre Dame     |
| P | 5 | Stati Uniti (bandiera) | Fox, De'Aaron        | 191 cm  | 79 kg  | 20-12-1997   | Kentucky       |
| AG | 20 | Stati Uniti (bandiera) | Giles, Harry         | 208 cm  | 109 kg | 22-04-1998   | Duke           |
| A | 13 | Stati Uniti (bandiera) | Hayes, Nigel         | 203 cm  | 113 kg | 16-12-1994   | Wisconsin      |
| G | 24 | Bahamas (bandiera)     | Hield, Buddy         | 193 cm  | 97 kg  | 17-12-1993   | Oklahoma       |
| AP | 25 | Stati Uniti (bandiera) | Jackson, Justin      | 203 cm  | 95 kg  | 28-03-1995   | North Carolina |
| C | 41 | Grecia (bandiera)      | Koufos, Kosta        | 213 cm  | 120 kg | 24-02-1989   | Ohio State     |
| AG/C | 7 | Haiti (bandiera)       | Labissière, Skal     | 211 cm  | 102 kg | 18-03-1996   | Kentucky       |
| P | 10 | Stati Uniti (bandiera) | Mason, Frank         | 180 cm  | 86 kg  | 03-04-1994   | Kansas         |
| AG | 50 | Stati Uniti (bandiera) | Randolph, Zach       | 206 cm  | 113 kg | 16-07-1981   | Michigan State |
| G/AP | 29 | Stati Uniti (bandiera) | Sampson, JaKarr (TW) | 206 cm  | 94 kg  | 20-03-1993   | St. John's     |
| G | 9 | Stati Uniti (bandiera) | Shumpert, Iman       | 196 cm  | 100 kg | 26-06-1990   | Georgia Tech   |
| G | 17 | Stati Uniti (bandiera) | Temple, Garrett      | 198 cm  | 88 kg  | 08-05-1986   | LSU            |

## Classifiche

### Pacific Division
| Pacific Division        | Pacific Division | Pacific Division | Pacific Division | Pacific Division | Pacific Division | Pacific Division | Pacific Division | Pacific Division |
| Squadra                 | V                | S                | V%               | PR               | Casa             | Trasf            | Div              | PG               |
| ----------------------- | ---------------- | ---------------- | ---------------- | ---------------- | ---------------- | ---------------- | ---------------- | ---------------- |
| y – Golden St. Warriors | 58               | 24               | .707             | 7,0              | 29–12            | 29–12            | 13–3             | 82               |
| L.A. Clippers           | 42               | 40               | .512             | 23,0             | 22–19            | 20–21            | 12–4             | 82               |
| L.A. Lakers             | 35               | 47               | .427             | 30,0             | 20–21            | 15–26            | 5–10             | 82               |
| Sacramento Kings        | 27               | 55               | .329             | 38,0             | 14–27            | 13–28            | 5–11             | 82               |
| Phoenix Suns            | 21               | 61               | .256             | 44,0             | 10–31            | 11–30            | 4–12             | 82               |

### Western Conference
| Western Conference | Western Conference        | Western Conference | Western Conference | Western Conference | Western Conference | Western Conference |
| #                  | Squadra                   | V                  | S                  | V%                 | PR                 | PG                 |
| ------------------ | ------------------------- | ------------------ | ------------------ | ------------------ | ------------------ | ------------------ |
| 1                  | z – Houston Rockets *     | 65                 | 17                 | .793               | –                  | 82                 |
| 2                  | y – Golden St. Warriors * | 58                 | 24                 | .707               | 7,0                | 82                 |
| 3                  | y – Portland T. Blazers * | 49                 | 33                 | .598               | 16,0               | 82                 |
| 4                  | x – Oklahoma Thunder      | 48                 | 34                 | .585               | 17,0               | 82                 |
| 5                  | x – Utah Jazz             | 48                 | 34                 | .585               | 17,0               | 82                 |
| 6                  | x – N. Orleans Pelicans   | 48                 | 34                 | .585               | 17,0               | 82                 |
| 7                  | x – San Antonio Spurs     | 47                 | 35                 | .573               | 18,0               | 82                 |
| 8                  | x – Minnesota T'wolves    | 47                 | 35                 | .573               | 18,0               | 82                 |
|                    |                           |                    |                    |                    |                    |                    |
| 9                  | Denver Nuggets            | 46                 | 36                 | .561               | 19,0               | 82                 |
| 10                 | L.A. Clippers             | 42                 | 40                 | .512               | 23,0               | 82                 |
| 11                 | L.A. Lakers               | 35                 | 47                 | .427               | 30,0               | 82                 |
| 12                 | Sacramento Kings          | 27                 | 55                 | .329               | 38,0               | 82                 |
| 13                 | Dallas Mavericks          | 24                 | 58                 | .293               | 41,0               | 82                 |
| 14                 | Memphis Grizzlies         | 22                 | 60                 | .268               | 43,0               | 82                 |
| 15                 | Phoenix Suns              | 21                 | 61                 | .256               | 44,0               | 82                 |

## Mercato

### Free Agency

#### Acquisti
| Giocatore         | Contratto                        | Provenienza       |
| ----------------- | -------------------------------- | ----------------- |
| Vince Carter      | 1 anno – 8 milioni di dollari    | Memphis Grizzlies |
| George Hill       | 3 anni – 57 milioni di dollari   | Utah Jazz         |
| Zach Randolph     | 2 anni – 24 milioni di dollari   | Memphis Grizzlies |
| Bogdan Bogdanović | 3 anni – 26,8 milioni di dollari | Fenerbahçe        |
| Jack Cooley       | Contratto Two-way                | R. Ludwigsburg    |
| JaKarr Sampson    | Contratto Two-way                | Iowa Energy       |

#### Cessioni
| Giocatore        | Motivo     | Nuova squadra     |
| ---------------- | ---------- | ----------------- |
| Anthony Tolliver | Rilasciato | Detroit Pistons   |
| Arron Afflalo    | Rilasciato | Orlando Magic     |
| Tyreke Evans     | Free agent | Memphis Grizzlies |
| Ben McLemore     | Free agent | Memphis Grizzlies |
| Ty Lawson        | Free agent | Shandong G. Stars |

### Scambi
| 22 giugno 2017  | Sacramento Kings Draft rights per Justin Jackson (Scelta n°15 del draft) Draft rights per Harry Giles (Scelta n°20 del draft)                                                                        | Portland T. Blazers Draft right per Zach Collins (Scelta n°10 del draft)                                                      |
| 14 luglio 2017  | Sacramento Kings Scelta 2º giro Draft 2019 Cash considerations | N.Y. Knicks Scott Perry (general manager)                                                                                     |
| 8 febbraio 2018 | Sacramento KingsJoe Johnson (da Utah) Iman Shumpert (da Cleveland) Scelta 2º giro Draft 2020 Miami Heat Draft rights per Dīmītrīs Agravanīs (da Cleveland) Cash considerations (da Cleveland e Utah) | Utah Jazz Jae Crowder (da Cleveland) Derrick Rose (da Cleveland) Diritto di scambiare Scelta 2º giro Draft 2024 con Cleveland |
| 8 febbraio 2018 | Cleveland CavaliersRodney Hood (da Utah) George Hill (da Sacramento) Draft rights per Artūras Gudaitis (da Sacramento)                                                                               | |